# Salvelinus kuznetzovi
Salvelinus kuznetzovi är en fiskart som beskrevs av Taranetz, 1933. Salvelinus kuznetzovi ingår i släktet Salvelinus och familjen laxfiskar. Inga underarter finns listade i Catalogue of Life.